# 현대 i20 N
현대 i20 N (Hyundai i20 N)은 대한민국의 현대자동차가 2020년 10월 21일 유튜브 공식채널 Hyundai N Worldwide를 통하여 온라인으로 최초 공개하고 2021년 6월 10일부터 생산하고 있는 서브 컴팩트 해치백의 고성능 모델이다. 대한민국에는 판매되지 않는 모델이며 WRC에서 활약하고 있는 i20 WRC의 이미지를 이어가는 양산형 모델이자 WRC에 참가하는 i20은 2022년부터는 이 모델과 동일한 차체를 가진 신형 차량이 등장 할 예정이다.

## 1세대 (BC3 N)

### i20 N(2021년5월 21일~현재)

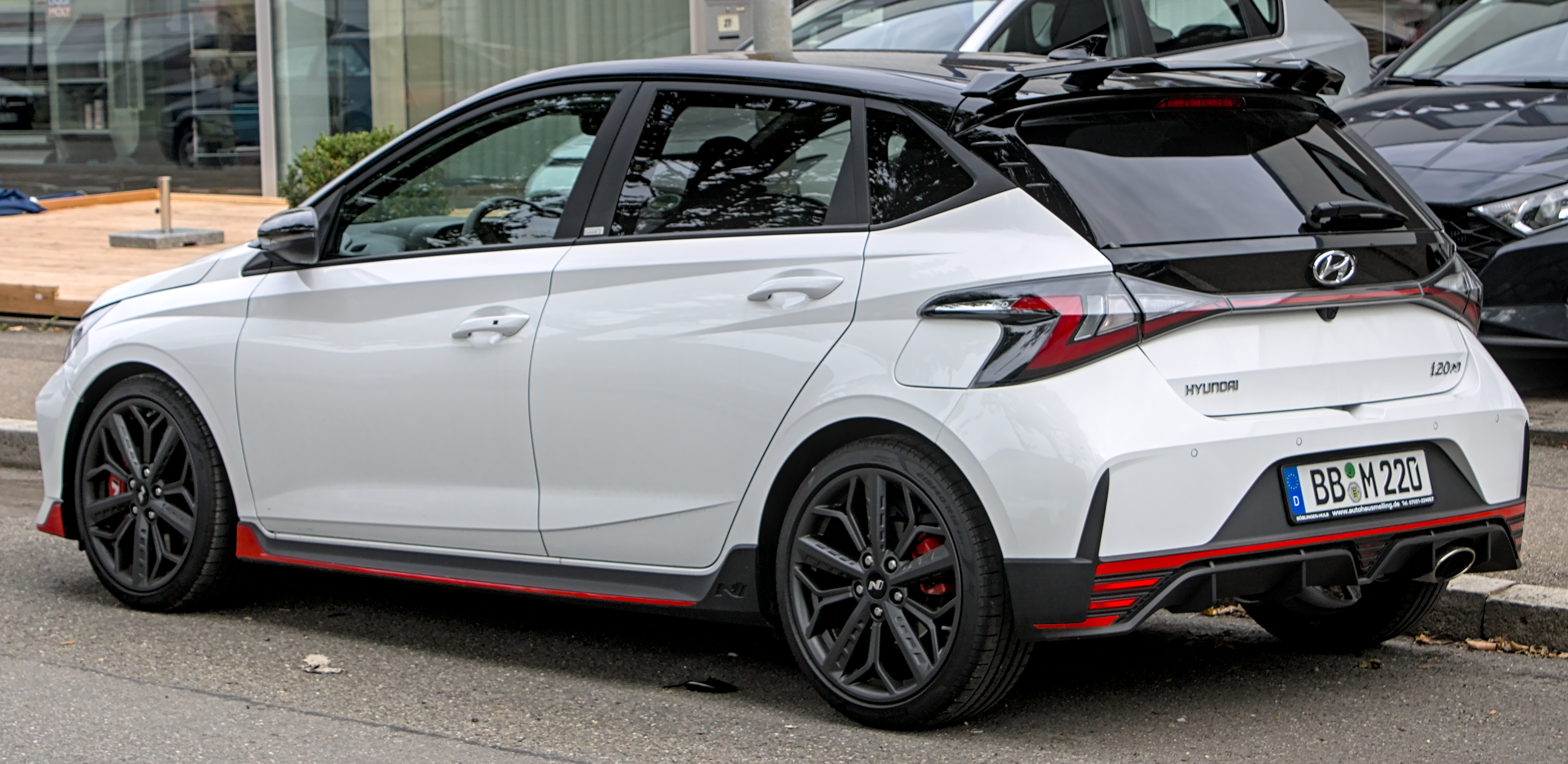
현대 i20 N 후측면

2020년 10월 21일, 현대자동차는 유튜브 공식채널 Hyundai N Worldwide를 통해 B세그먼트 소형차인 i20의 N 모델을 출시할 것을 발표했다.
N 브랜드의 시작과 함께 진행했던 활동이 i20을 기반으로 한 차량을 랠리차량을 제작하여 WRC(World Rally Championship)참가였던 점을 감안한다면 i20의 N 모델 데뷔는 다소 늦었다고도 볼 수 있다.
WRC 참가중인 i20을 고려한다면 2세대 i20(GB)의 Coupe 모델에 등장했어야 하는 것이 옳았겠지만 2세대 i20은 차량 개발단계에서 N 모델의 설정을 두지 않은채 섀시만을 제공했으며 엔진 설정상에서도 가솔린 엔진으로 조합이 가능한 최대 배기량의 엔진은 1.4리터 카파엔진이 최대 설정이였기 때문에 i20의 N 모델의 데뷔는 다소 지연 될 수 밖에 없었다.
그렇기에 i20 N은 섀시 및 파워트레인이 완전히 변경된 3세대 i20(BC3)를 기반으로 하고 있다, BC3형 모델은 차량의 개발단계부터 N 모델의 등장을 염두해둔 플랫폼의 개량 및 변경으로 스마트스트림-G 1.6T CVVD GDi 엔진을 적용했다. i20 N의 특징 중의 하나는 현재까지 존재하는 N 모델중에서 유일하게 1.6리터 엔진을 사용하고 있다는 점이며 이 엔진은 C 세그먼트 모델에 존재하는 N Line 모델에서 사용하는 감마2 엔진을 기반으로 하고 있다.
외관 디자인은 랠리에서 활약하고 있는 헤리티지와 현대자동차의 최신 디자인 언어인 센슈어니스 스포티니스(Sensuous Sportiness)가 반영된 외관은 이전까지의 N 모델이 그러하듯 스포티하면서도 강렬한 인상을 품고 있는 방향으로 갖춰져있다. 표준모델인 i20 대비 10mm 지상고를 낮추어 주행 안정성을 강화함과 동시에 전면에는 N 로고가 포함된 대형의 라디에이터 그릴과 터보 엔진의 냉각을 위한 에어 인테이크가 갖추었다. 후면부에는 WRC에서 영감을 받은 독특한 루프 스포일러를 장착하여 고속에서도 차체를 안정시키는 기능을 발휘하고 있다.
실내 디자인에서도 타 N 모델이 갖추고 있는 하이 퍼포먼스 드라이브에 최적화 된 요소를 적극적으로 반영한 디자인을 갖추고 있다, 헤드레스트가 일체형으로 설계된 i20 N 전용의 스포츠 시트를 비로하여 N 전용의 스티어링 휠과 기어노브를 적용했으며 현대 N 브랜드의 시그니쳐 컬러인 퍼포먼스 블루의 엑센트를 가미한 실내 디자인을 갖추고 있다.
파워트레인은 6단 수동변속기와 함께 조합되는 최고출력 204ps에 최대토크 27.0kg.m을 발휘하는 스마트스트림 G-1.6T 엔진을 탑재하여 가벼운 i20 N에 적용되면서 최고속도 230km/h, 0-100km/h 가속시간이 6.7초라는 강력한 퍼포먼스를 발휘하며 8세대 쏘나타(DN8)과 7세대 아반떼/엘란트라(CN7)의 N Line 모델을 통해서 먼저 선보인바 있는 CVVD(Continuously Variable Valve Duration) 기술을 동일하게 적용하여 점차 강조되고 있는 연비 및 환경성능 부분에도 대응하고 있다.
i20 N은 현대자동차에서 최초로 가상 터보스피드 컨트롤 VTC(Virtual Turbospeed Control)이 적용되었다, VTC 시스템은 연료 및 공기량, 배기가스의 압력, 부스트의 압력등의 다양한 데이터를 분석하여 정확한 터보차져의 회전속도를 추정한 뒤 이를 통하여 약 1초 뒤의 제어결과를 미리 예측하는 것을 통해 터보차져 임펠러 회전속도를 조정하는 웨이스트 게이트를 미리 제어하는 기능을 통해 N 모드에서 구현이 가능한 오버부스트 기능을 동작시킬 때 최대토크 발휘 구간인 2,000~4,000rpm 구간에서 최대토크를 31kg.m(304Nm)까지 증가시킴에 있어서도 내구성을 확보하게끔 돕는다.
이외에도 다른 N 모델과 차별화 되고 있는 요소는 경량화 된 차체의 성능을 강조하는 부분이라고 할 수 있다. 강력한 파워를 정밀한 전자적인 제어로서 컨트롤 하며 코너를 공략하는 것을 강점으로 삼는 다른 N 모델들과는 다르게 WRC에 참가하는 i20 WRC의 공차중량인 1,190kg와 동일한 중량을 통하여 얻어지는 민첩한 핸들링과 경쾌한 가속을 추구한다는 점이다. i20 N의 무게당 마력비는 5.83kg/ps로 동급에서는 최고 수준이다.
N 모델이 강조하는 요소 중의 하나인 코너링 악동(Corner rascal)이라는 점에 있어서 i20 N은 궁극의 코너링 악동(Ultimate corner rascal)을 선언하고 있다. 가벼운 공차 중량에 조합되는 코너링 성능 향상의 기술은 이전의 N 모델들이 사용하던 방식과는 다소 다른 방식을 취하고 있다.
전자적으로 제어하는 N-Grin Control을 통해 엔진의 응답성, 전자자세제어장치(ESC), 엔진사운드와 스티어링의 피드백, 그리고 시프트 업/다운시의 회전수를 보정해주는 레브 매칭(Rev Matching)의 기능은 동일하게 적용하되 전자제어의 e-LSD가 아닌 기계제어의 m-LSD(Mechanical Limited Slip Differential)을 N 브랜드 모델중에서 유일하게 적용하고 있다.
공격적인 코너링 성능을 확보하기 위한 LSD 기어비율의 조정이 이루어져 있다. m-LSD의 적용은 제작 원가의 상승을 억제함과 상대적으로 메인터넌스에 있어서도 사용자에게 유리하게 작용하는 요소이며 동시에 B 세그먼트 양산차를 사용하여 주행하는 랠리 드라이버들이 좀 더 직관적이고 기계적인 드라이빙의 필링을 선호한다는 점을 반영한 부분이기도 하다.
이외에도 주행 조건에 따라 선택이 가능한 5가지의 드라이브 모드를 비롯하여 사용자의 취향에 맞는 개별적인 설정이 가능한 커스텀 모드를 갖추고 있으며 현대자동차가 모터스포츠에서 활약하며 터득한 기술인 가변 머플러 제어, 왼발 브레이크에 대응하는 보정 기능을 탑재하고 있다.
i20 N은 N 모델중에서 유일하게 리어 서스펜션 구조에 있어서 토션 빔 액슬(DCTBA:Dual Coupled Torsion Beam Axle)를 적용하고 있다는 점인데 소형화 된 차량에 있어서 경량화를 도모함과 동시에 경쾌한 조작 감각 및 민첩한 핸들링을 위한 개선이 적용되었다. 3세대로 변경된 BC3 형 섀시를 기반으로 브레이크 및 스티어링은 전부 새롭게 설계하면서 차체에는 12점의 용접점을 추가시키고 지오메트리의 변경과 설계를 달리한 서스펜션을 적용했다.
프런트 휠 베어링의 강성을 증가 시킴과 동시에 트랙션을 확보하기 위해 증가시킨 캠버와 5홀 화 된 너클을 적용했다. 브레이크는 i20 대비 40mm 확대되어 적용되었으며 스티어링 시스템은 동일하게 C-MDPS 시스템을 적용하지만 스티어링 기어비와 응답성을 변경시켜 퍼포먼스 드라이브를 추구하는 운전자의 니즈를 충족시키는 방향으로 개선되었다.
이외에도 점차 사용자의 선호가 증가하고 있는 ADAS 기능도 강화하여 SmartSenes 기능도 모태가 되는 i20과 마찬가지로 동일하게 지원하고 있다, 전방 충돌 방지 기능 (FCA:Forward Collision Assist City/Interurban/Pedestrian) 도로 위의 표지판을 읽어들여 운전자에게 제한 속도를 알려주는 지능형 속도 제한 보조장치 (ISLA: Intelligent Speed Limit Assist), 사각지대 경보 기능(BSD:Blind-Spot Collision Warning)등의 기능이 기본으로 탑재된다.
코나 N을 통해 처음 선보인 현대 N App을 지원하는 10.25인치 인포테인먼트 시스템을 기본으로 적용했으며, N 전용 컨텐츠가 추가되어 유럽의 주요 서킷 데이터를 불러와 주행 데이터(랩 타임,출력,토크,터보 부스트 압)와 같이 저장하고 확인할 수 있는 기능도 갖추고 있다.

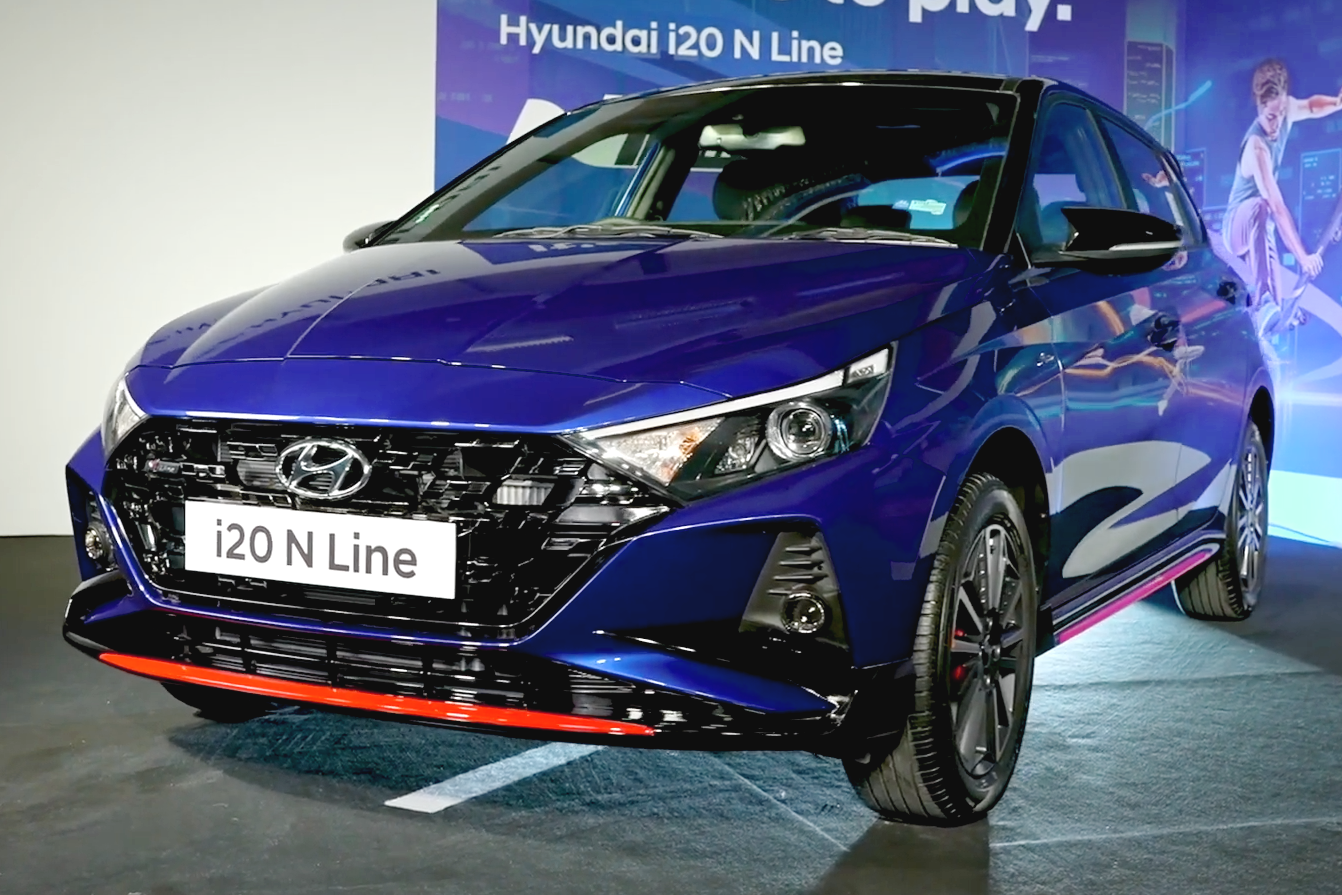
현대 i20 N Line (인도형)

## i20 N Line (BC3/BI3)
2020년 9월 말에 N 모델보다 앞서 먼저 공개되었으며, 엑티브 레드 포인트와 리어 윙을 제외하면 i20 N과 외형적으론 큰 차이점이 없다. 84PS의 1.2리터 MPI 엔진, 100PS의 1.0리터 T-GDI 엔진 옵션이 있으며 T-GDI의 경우 48V 마일드 하이브리드가 지원되어 120PS까지 출력을 낼 수 있다. 2021년 4월 16일 프랑스의 모터스포츠 만화 “Michel Vaillant”과의 콜라보레이션으로 파란색과 빨간색 데칼이 추가된 프랑스 한정판 i20 N Line Michel Vaillant을 공개했다. 2021년 8월 24일 인도에 i20 N Line이 공개되면서 인도에 N 브랜드 차량의 판매 가능성이 높아졌다.

## i20 N WRC (TBA:2022년)

### 2022 i20 N WRC / i20 N Rally2

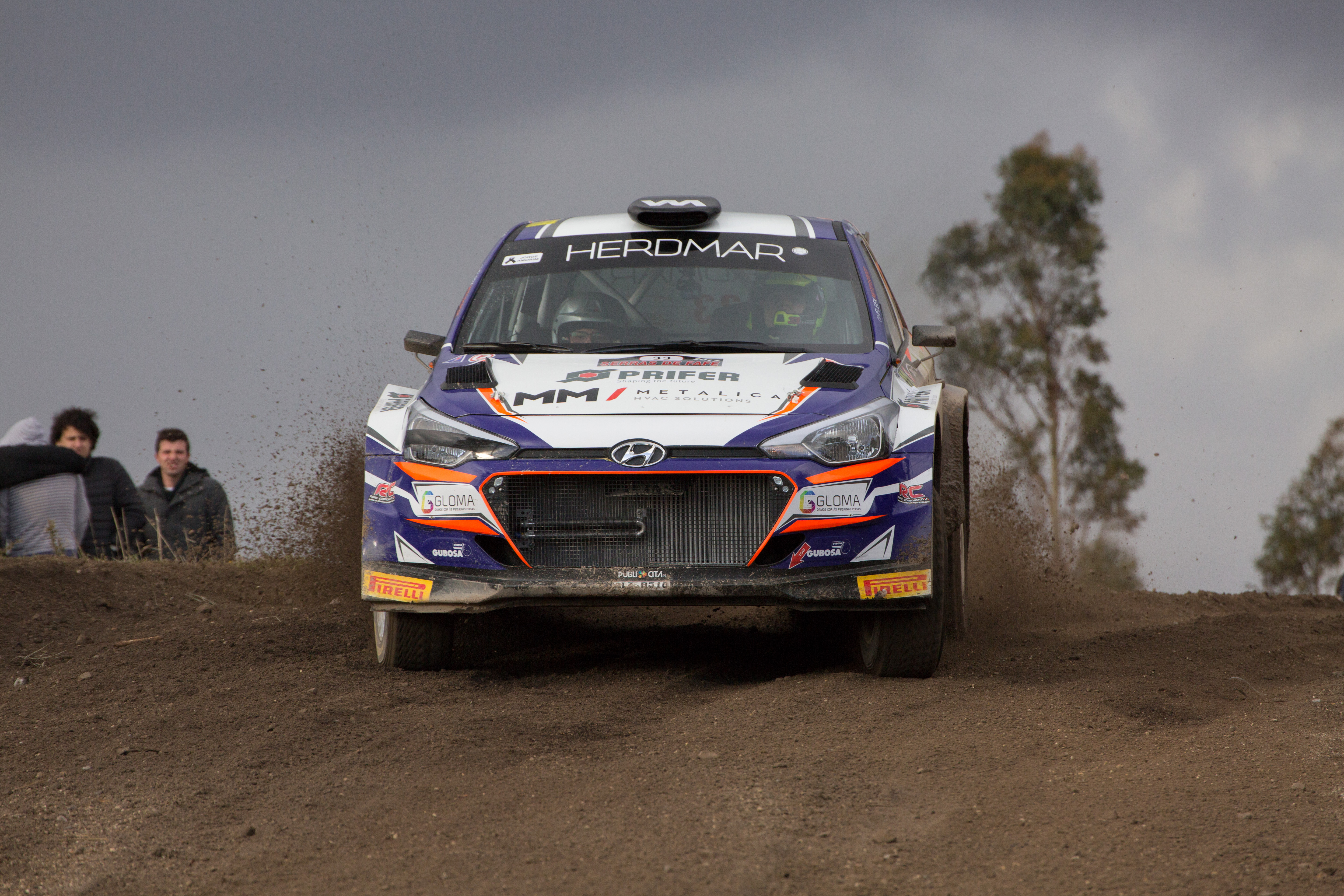
이전 세대의 현대 i20 R5 랠리카

현대 모터스포츠는 2014년부터 2021년까지는 i20(1세대 PB F/L, 2세대 GB)를 기반으로 하여 제작된 차량으로 WRC에 참가하였으나 2022년 시즌부터는 i20 N을 기반으로 한 새로운 랠리카를 선보일 예정에 있다.
이는 2022년부터 WRC의 엔진 규정이 하이브리드 엔진으로 변경됨에 따라 실시하는 변경으로서, 2세대 i20 5도어 모델을 기반으로 제작되어 커스터머 레이싱 팀에 판매되던 i20 R5도 i20 N Rally2 차량으로 변경되며 i20 N Rally2는 2021년 8월 벨기에 Ypres Rally에서 최초로 선보였다.
5년 만에 새롭게 선보이는 i20 N Rally2는 i20 R5를 제작하면서 쌓아올린 노하우를 적극적으로 반영함과 동시에 2020년 테스트 모델 제작 이후 3,000Km가 넘는 테스트를 거치면서 성능 및 차량의 내구성을 비롯하여 핸들링과 주행 성을 포함한 모든 요소를 이전의 R5 대비 향상시켰다고 밝히고 있다.
차량은 FIA의 규정에 따라 4륜구동, 최저중량 1,230kg(드라이버  및 코 드라이버 포함 1,390kg), 1.6리터 터보엔진에 32mm의 리스트릭터(Restrictor)가 의무적으로 적용된다.
이에 따라 엔진은 현대자동차의 감마엔진 기반의 1.6리터 T-GDi 엔진이 적용되었고 구동방식은 풀타임 4륜구동을 기계식 차동제어 장치(LSD)로 동작시킨다.
차체는 현대모터스포츠가 직접 설계한 롤케이지와 FIA의 규정에 맞춘 강화된 스틸바디가 사용되며 양산되는 i20 N 대비 전장은 35mm 짧아졌고 전폭은 45mm 확대되어 있지만 차체의 주요 부분을 양산차와 동일하게 적용 해야하는 Rally2 규정에 따라 WRC 머신보다는 개조의 범위가 다소 적다.
기본적으로 i20 N Rally2는 레이싱 팀을 대상으로 직접 판매하는 차량이기 때문에 기본적으로 갖추고 있는 구성요소에 있어서 별다른 개조 없이 사용할 수 있도록 다양한 장비를 지원하고 있는데 i20 N Rally2는 Sabelt FIA 8862 경주용 시트와 6점식 HANS 호환 벨트를 제공하며 드라이버나 팀이 원하는대로 구성 시킬 수 있는 클러스터 디스플레이 모니터를 탑재하고 있다.
서스펜션은 3way 조절식 댐퍼가 적용된 맥퍼슨 스트럿 방식이 전후륜 모두 적용되며 전동식 파워스티어링을 사용하는 양산차와는 다르게 유압식 파워스티어링(HPS) 기구를 사용한다, 브레이크는 포장도로(Tarmac) 용과 자갈길 (Gravel)용으로 나누어저 공급되는데 각각 355mm/300mm의 벤틸레이티드 디스크를 적용하며 4 피스톤 캘리퍼 시스템을 적용시킨다. 핸드 브레이크 시스템은 유압으로 동작하는 구조를 갖추고 있으며, 휠은 각각 18인치 8J, 15인치 7J휠에 대응하고 있다.